# بطولة أمم أوروبا لكرة السلة 2025
بطولة أمم أوروبا لكرة السلة 2025 هي النسخة ال42 من بطولة أمم أوروبا، ستقام في 4 دول هم لاتفيا، قبرص، بولندا وفنلندا.